# 霞台 (横浜市)
霞台（かすみだい）は、神奈川県横浜市保土ケ谷区の地名。住居表示が実施されているが「丁目」の設定のない単独町名である。

## 地理
保土ケ谷区の南部に位置し、東は月見台・帷子町1～2丁目、西は岩崎町、南はJR東海道線・横須賀線の線路を挟み保土ケ谷町1～3丁目、北は桜ケ丘に接する。1960年代に丘陵地帯で宅地開発が行われ、商店は南側のJRの線路近くに集まる。丘の上の大仙寺の墓所には程ヶ谷宿本陣の苅部氏のほか女流俳人の幸田南枝や、関東大震災で殉職した社会福祉功労者の木村担乎が眠る。

### 地価
住宅地の地価は、2025年（令和7年）1月1日の公示地価によれば、霞台41-4の地点で21万2000円/m²となっている。

## 歴史

### 町名の由来
町名は、同時期に新設された初音ケ丘、花見台、桜ケ丘と同様の瑞祥地名である。

### 沿革
古くは橘樹郡保土ケ谷町の一部で、1927年（昭和2年）4月1日に横浜市に編入。同年10月1日に区制が施行され、保土ケ谷区の一部となる。
- 1940年11月1日に保土ケ谷区保土ケ谷町字烏子、桜ヶ岡、霞ヶ岡などから新設。丘陵地では1962年から1975年にかけて大規模な宅地開発が行われた[6][9]。
- 1992年（平成4年）10月19日には住居表示が実施されている[5]。

## 世帯数と人口
2025年（令和7年）6月30日現在（横浜市発表）の世帯数と人口は以下の通りである。
| 町丁 | 世帯数    | 人口    |
| ---- | --------- | ------- |
| 霞台 | 1,391世帯 | 2,713人 |

### 人口の変遷
国勢調査による人口の推移。
| 年                 | 人口  |
| ------------------ | ----- |
| 1995年（平成7年）  | 2,363 |
| 2000年（平成12年） | 2,280 |
| 2005年（平成17年） | 2,448 |
| 2010年（平成22年） | 2,571 |
| 2015年（平成27年） | 2,559 |
| 2020年（令和2年）  | 2,709 |

### 世帯数の変遷
国勢調査による世帯数の推移。
| 年                 | 世帯数 |
| ------------------ | ------ |
| 1995年（平成7年）  | 904    |
| 2000年（平成12年） | 969    |
| 2005年（平成17年） | 1,020  |
| 2010年（平成22年） | 1,133  |
| 2015年（平成27年） | 1,134  |
| 2020年（令和2年）  | 1,292  |

## 学区
市立小・中学校に通う場合、学区は以下の通りとなる（2024年11月時点）。
| 番・番地等       | 小学校             | 中学校             |
| ---------------- | ------------------ | ------------------ |
| 1〜16番 29〜59番 | 横浜市立桜台小学校 | 横浜市立岩崎中学校 |
| 17〜28番         | 横浜市立岩崎小学校 | 横浜市立岩崎中学校 |

## 事業所
2021年（令和3年）現在の経済センサス調査による事業所数と従業員数は以下の通りである。
| 町丁 | 事業所数 | 従業員数 |
| ---- | -------- | -------- |
| 霞台 | 25事業所 | 87人     |

### 事業者数の変遷
経済センサスによる事業所数の推移。
| 年                 | 事業者数 |
| ------------------ | -------- |
| 2016年（平成28年） | 24       |
| 2021年（令和3年）  | 25       |

### 従業員数の変遷
経済センサスによる従業員数の推移。
| 年                 | 従業員数 |
| ------------------ | -------- |
| 2016年（平成28年） | 77       |
| 2021年（令和3年）  | 87       |

## その他

### 日本郵便
- 郵便番号 : 240-0014[3]（集配局：保土ヶ谷郵便局[19]）

### 警察
町内の警察の管轄区域は以下の通りである。
| 番・番地等 | 警察署         | 交番・駐在所 |
| ---------- | -------------- | ------------ |
| 全域       | 保土ケ谷警察署 | 岩間町交番   |